# Грем’ячево (Перемишльський район)
Грем’ячево (рос. Гремячево) — село в Перемишльському районі Калузької області Російської Федерації.
Населення становить 255 осіб. Входить до складу муніципального утворення Село Грем'ячево.

## Історія
Від 2004 року входить до складу муніципального утворення Село Грем'ячево

## Населення
| 2002 | 2010 |
| ---- | ---- |
| 258  | ↘255 |